# 全國州長協會
全國州長協會（英語：National Governors Association），是建立於1908年的美國無黨派政治組織，由全國50個州份的州長以及5個領地的總督組成，依靠各地繳交的會費、聯邦資助和合約、以及私人資金資助營運。

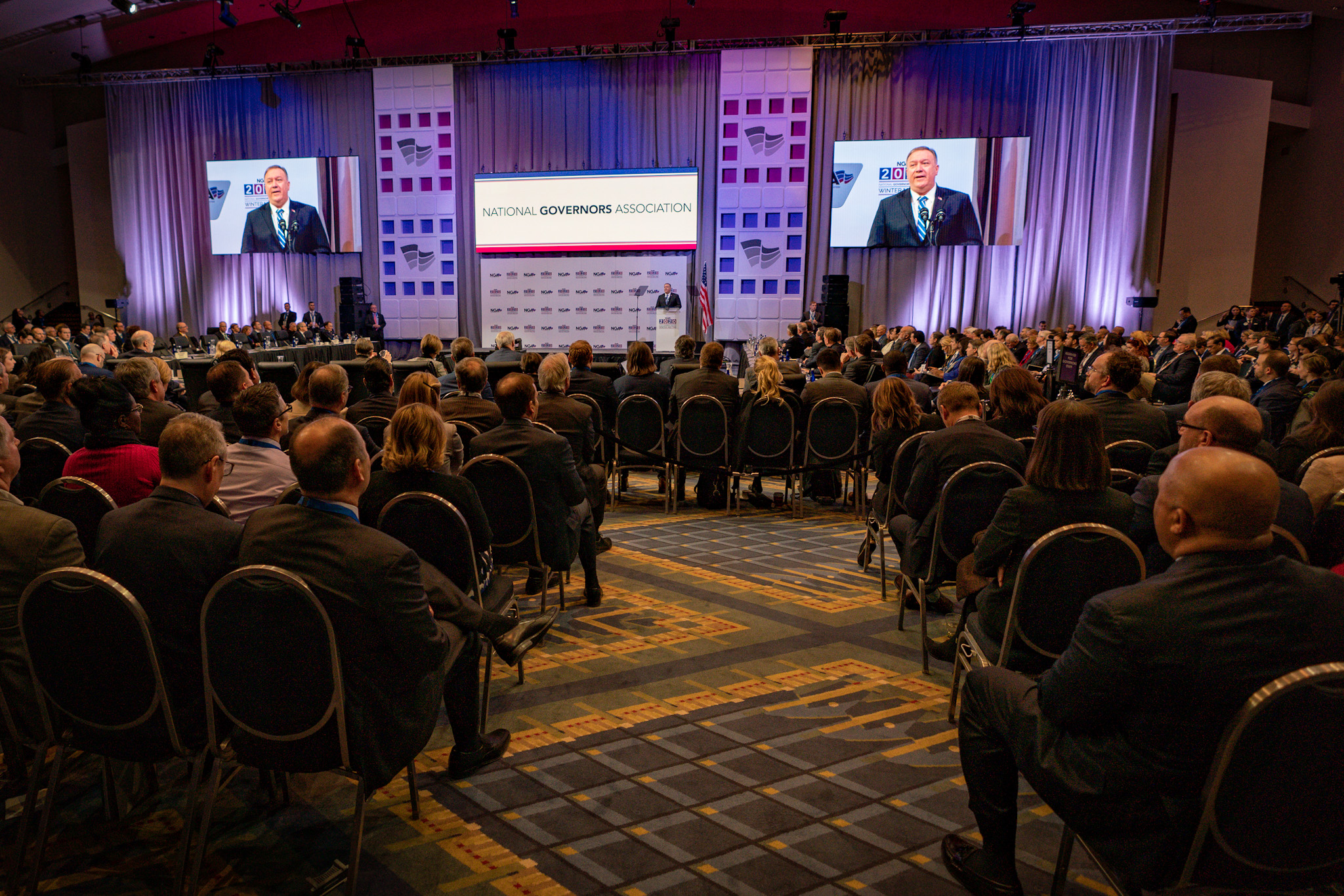
美国国务卿邁克·蓬佩奧正在全國州長協會2020年冬季大會發言

1907年，內陸水道委員會認為有需要諮詢州長會議與进步时代中應用和管理天然資源有關的實務問題，以獲取各州以至全國的意見。此舉開設了每年州長會面的先例，當時的州長會議由美国总统西奥多·罗斯福資助舉行，時至現今則由全國州長協會舉辦。協會功用主要是成為聯邦政府與州政府之間的公共政策聯繫渠道，如代表各州在和白宮討論聯邦事務、制定各州施政計劃的政策報告、主持網絡研討會等。
協會主席一職每年在民主、共和兩黨之間輪替，副主席則是主席友黨成員擔任，翌屆就任主席。